# Зеленогорский, Валерий Владимирович
Вале́рий Влади́мирович Зеленого́рский (настоящая фамилия Гри́нберг; 4 апреля 1949, Витебск — 9 февраля 2020, Москва) — русский писатель еврейского происхождения, блогер, инженер.

## Биография
Родился 4 апреля 1949 года в городе Витебск в семье польских евреев, бежавших из Польши после нападения на нее нацистской Германии. В семье было трое мальчиков: старший и двое близнецов, одним из которых и был Валерий. 
Окончил Витебский технологический институт лёгкой промышленности, работал инженером на местных заводах, был руководителем отдела в НИИ.
Накануне эпохи Перестройки перебрался в Москву, где был заведующим постановочной частью в театре Владимира Винокура, занимался организацией концертной деятельности в Альфа-банке, продюсированием различных актёров, организацией гастролей в России западных звезд, среди которых Элтон Джон и Стинг. 
С середины 90-х Валерий Зеленогорский начал писать прозу, в основном в жанре фельетона. По просьбе Альфреда Коха взял псевдоним для своей статьи в юбилейном номере журнала «Медведь», переведя свою фамилию на русский язык. Под этим псевдонимом выпустил несколько книг, постоянно публиковался в журнале «Медведь», газете «Московский комсомолец», альманахе «Мишпоха», а в последние годы - в Facebook, где число его подписчиков превысило 22 тысячи. В его фельетонах и новеллах в качестве протагониста служит представитель шоу-бизнеса. За искромётный и иронический слог автора называли одним из десяти лучших рассказчиков Москвы. Последняя изданная им книга посвящена теме советского еврейства: в ней он рассказывает истории из своей жизни, своей семьи. 
Один из рассказов Зеленогорского послужил сюжетом короткометражного фильма «Харизма» (2015) режиссера Федоровской Т. И. Сам автор писателем себя не считал, а предпочитал называться сочинителем.
Скончался 9 февраля 2020 года в возрасте 70 лет. Урна с прахом захоронена в колумбарии Ваганьковского кладбища.

## Произведения

### Книги
- В лесу было накурено… Эпизод I. — М. : АСТ, 2005 г. — 160 с.
- В лесу было накурено… Эпизод II. — М. : АСТ, 2005 г. — 160 с.
- В лесу было накурено… Эпизод III. — М. : АСТ, 2006 г. — 192 с.
- В лесу было накурено… Эпизод IV. — М. : АСТ, 2007 г. — 320 с.
- В лесу было накурено… Эпизоды I, II, III, IV — М. : АСТ, 2007 г. — 448 с.
- "Анатомия" любви, или Женщины глазами человека. — М. : АСТ, 2007 г. — 208 с.
- Ultraфиолет. — М. : АСТ, 2008 г. — 381 с.
- Ultraмарин. — М. : АСТ, 2009 г. — 352 с.
- О любви. — М. : АСТ, 2009 г. — 352 с.
- Ultraгрин. — М. : АСТ, 2010 г. — 349 с.
- Рассказы вагонной подушки. — М. : Эксмо, 2011. — 320 с.
- Любовь на троих. — М. : Эксмо, 2012. — 320 с.
- Моя Ж в искусстве. — М. : Эксмо, 2012. — 288 с.
- Байки грустного пони: рассказы. — М. : Эксмо, 2012. — 448 с.
- Мой «Фейсбук». — М. : Эксмо, 2012. — 352 с.
- В лесу было накурено : рассказы. — М. : Эксмо, 2012. — 288 с.
- Мой народ. — М. : АО «Первая Образцовая типография», 2016. — 320 с.

### Аудиокниги
- Прелести неравенства — Продюсерский центр «Вимбо», 2014.